# Sony α7

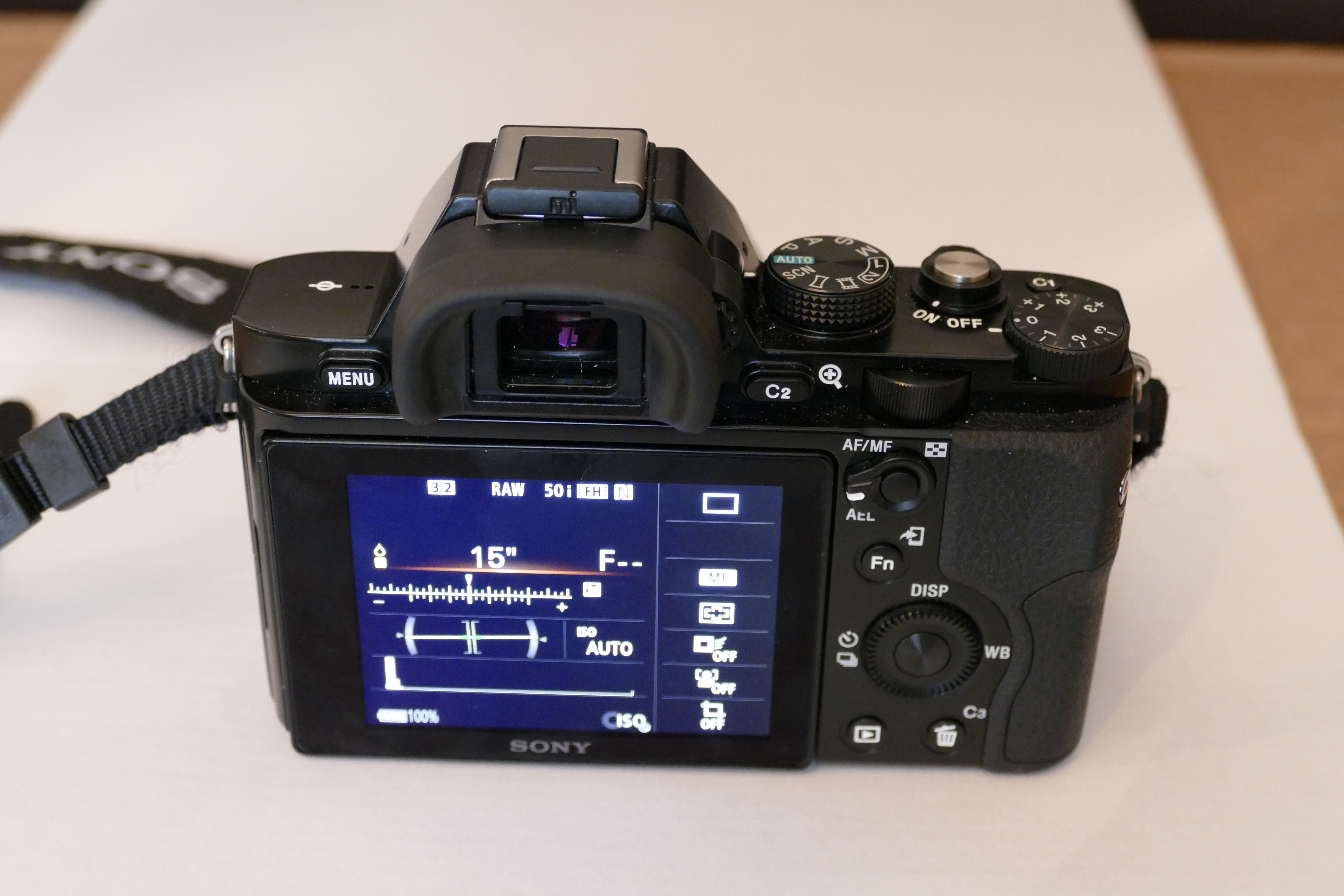
Sony A7 Задня частина

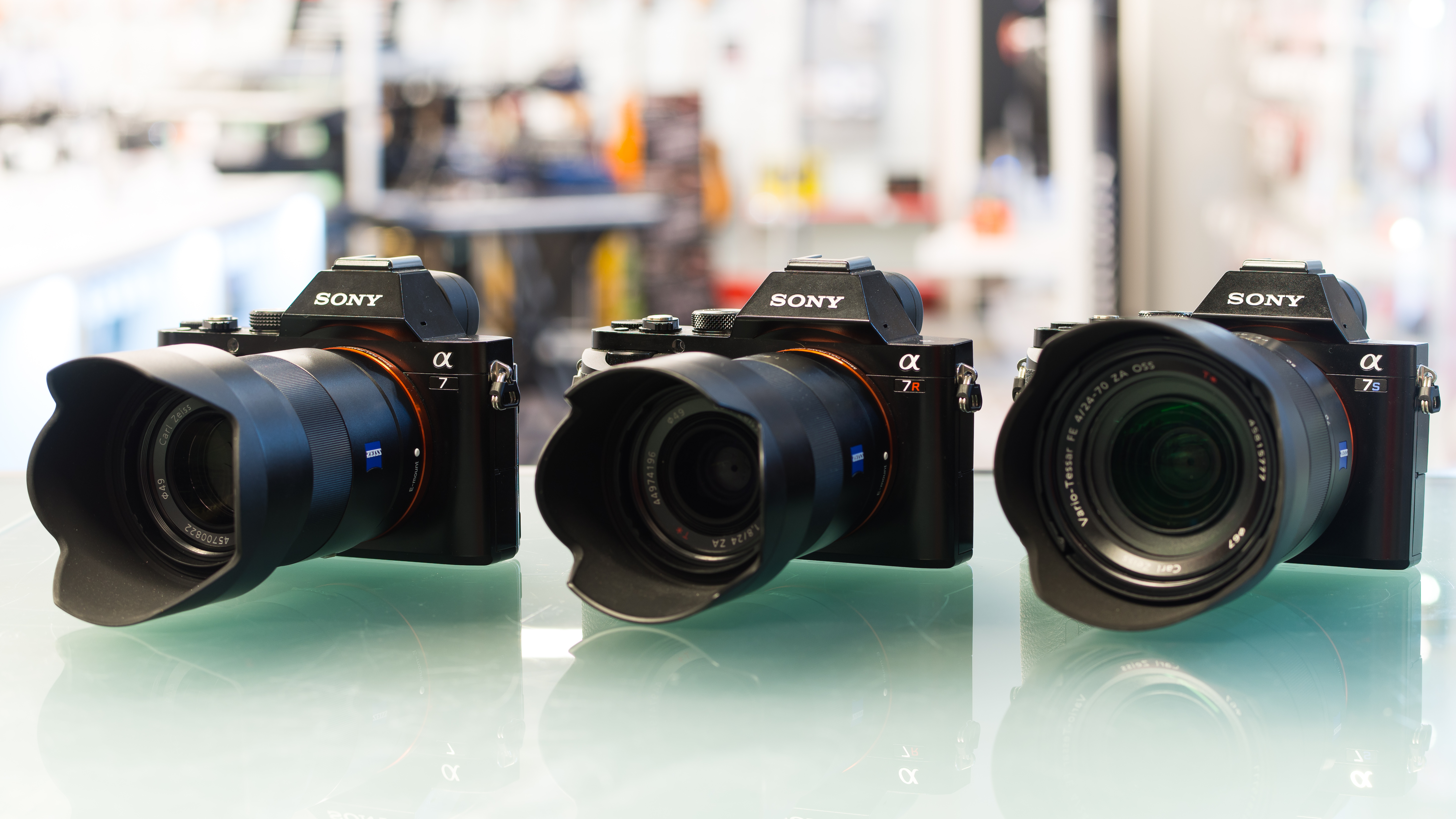
Всі три камери першого покоління A7: A7, A7R, A7S поруч

Sony α7, α7R, α7S і α7C  — це чотири тісно пов’язані сімейства повнокадрових бездзеркальних камер зі змінними об’єктивами . Перші дві камери було представлено у жовтні 2013 року,  третю у квітні 2014 року, а четверту у вересні 2020 року. Це перші повнокадрові бездзеркальні камери зі змінними об’єктивами від Sony, які мають спільний байонет E з меншим сенсором серії NEX . 

## Реакція
Камери отримали позитивну оцінку критиків. DxOMark увінчав α7R найвищим рейтингом серед повнокадрових бездзеркальних камер оцінкою у 95 балів (така ж оцінка, як у Nikon D800, але на один бал менше ніж у Nikon D800E).  α7 отримала 90 балів, що вище, ніж у професійних дзеркальних камер Nikon Df і Nikon D4, а також у Sony SLT-A99 .  The Verge оцінив камери на 8,3 з 10, коментуючи це так: «Можливо пройде кілька років, перш ніж ми це усвідомимо, але коли DSLR отримають статус ніші серед професійних фотографів, а повнокадрові бездзеркальні камери домінуватимуть на ринку, ми подякуємо α7, яка це все почала».  EPhotozine цінив α7 у 5 зірок, зазначивши її низьку вартість, котра зробила їх «найдешевшими повнокадровими цифровими камерами, доступними на даний момент», які водночас легші та менші за аналогічні камери.  α7 була нагороджена званням «Камери року».  α7R отримав нагороду Imaging Resource як «Камера року».